# NK Ankerkader 45/2 Ereklasse 1927-1928
Het Nederlands kampioenschap in de biljartdiscipline ankerkader 45/2 in het seizoen 1927-1928 werd gespeeld van 9 tot en met 11 maart 1928 in Utrecht. Hendrik Robijns behaalde de titel.

## Eindstand
| RANG   | SPELER          | GESP   | PP     | CAR  | BRT | MOY   | PMOY  | HS  |
| ------ | --------------- | ------ | ------ | ---- | --- | ----- | ----- | --- |
|        | Hendrik Robijns | 4      | 8      | 1600 | -   | 15,53 | 19,04 | 128 |
|        | Jan Dommering   | 4      | 4      | -    | -   | 13,82 | 33,33 | 130 |
|        | Jan Wiemers     | 4      | 4      | -    | -   | 12,20 | 18,18 | 100 |
| 4      | Piet de Leeuw   | 4      | 2      | -    | -   | 11,86 | 21,05 | 58  |
| 5      | Leo Katoen      | 4      | 2      | -    | -   | 11,56 | 10,25 | 106 |
| TOTAAL | TOTAAL          | TOTAAL | TOTAAL | -    | -   | 12,98 | 33,33 | 263 |

Arnhem 1912-1913 · 
Leeuwarden 1913-1914 ·
Amsterdam 1914-1915 ·
Den Haag 1915-1916 ·
Groningen 1916-1917 ·
Amsterdam 1917-1918 ·
Arnhem 1918-1919 ·
Leeuwarden 1919-1920 ·
Den Haag 1920-1921 ·
Groningen 1921-1922 ·
Amsterdam 1922-1923 · 
Amsterdam 1923-1924 ·
Rotterdam 1924-1925 ·
Amsterdam 1925-1926 ·
Haarlem 1926-1927 ·
Utrecht 1927-1928 ·
Rotterdam 1928-1929 ·
Den Haag 1929-1930 ·
Leeuwarden 1930-1931 ·
Utrecht 1931-1932 ·
Amsterdam 1932-1933 ·
Amsterdam 1933-1934 ·
Amsterdam 1934-1935 · 
Utrecht 1935-1936 ·
Arnhem 1936-1937 ·
Den Haag 1937-1938 ·
Amsterdam 1938-1939 ·
Rotterdam 1939-1940 ·
Amsterdam 1940-1941 ·
Amsterdam 1941-1942 ·
Amsterdam 1942-1943 ·
Amsterdam 1944-1945 ·
Den Haag 1945-1946 ·
Apeldoorn 1946-1947 ·
Groningen 1947-1948